# Platonická láska

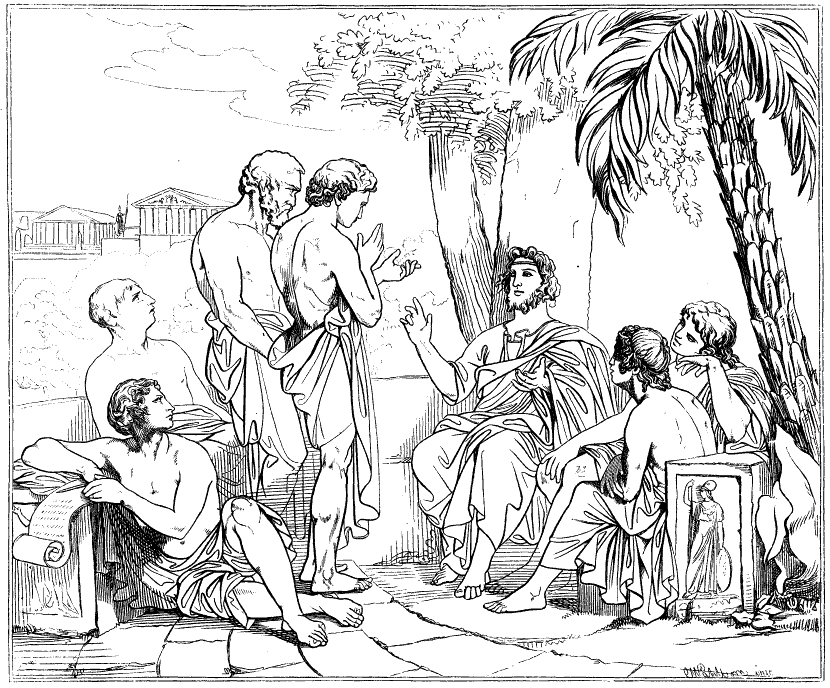
Platon a jeho studenti

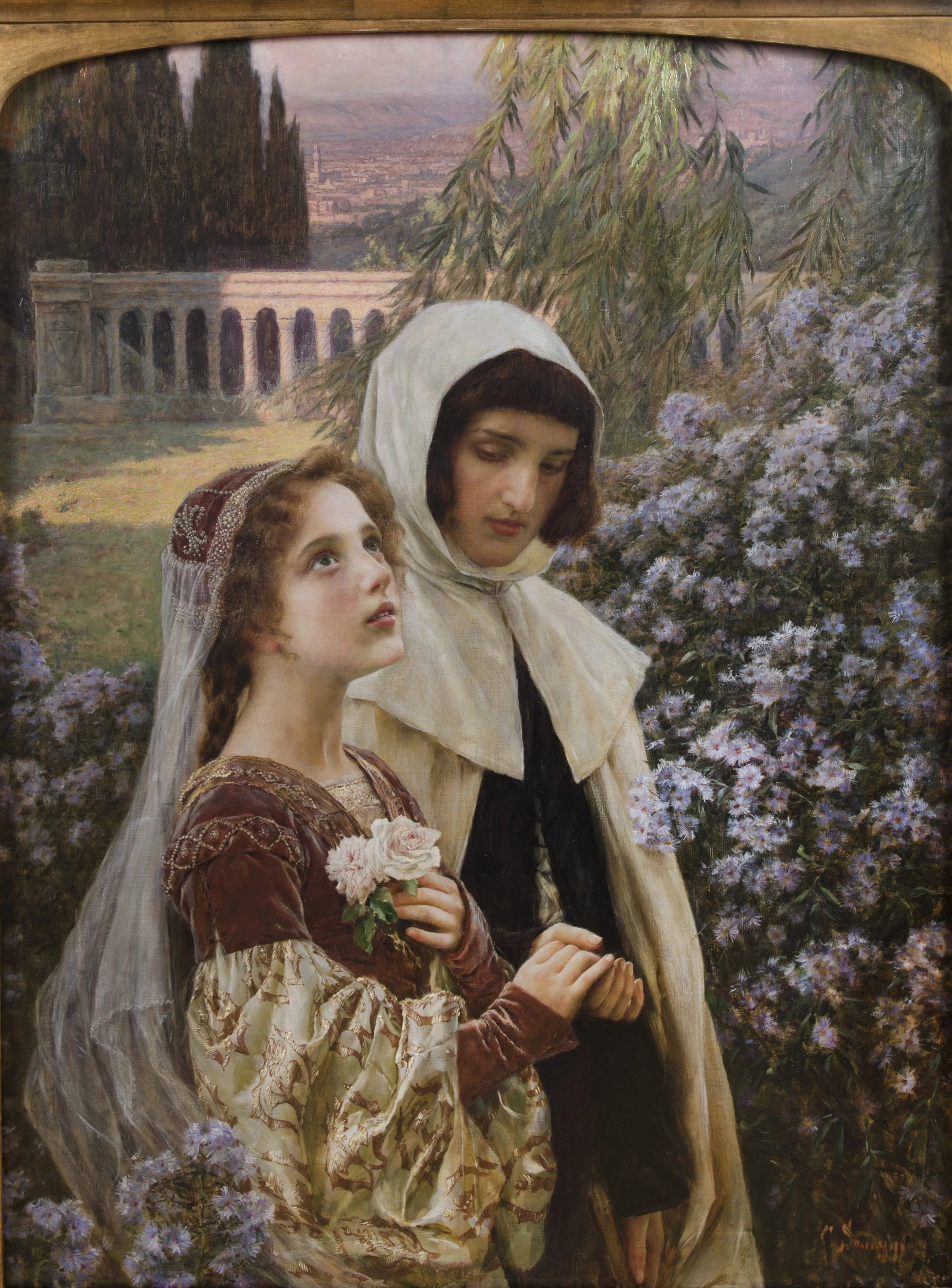
Dante a Beatrice jsou symbolem platonické lásky. Dante a Beatrice v zahradě, 1903, italský Cesare Saccaggi.

Platonická láska (lat. amor platonicus) je podle moderní definice láska bez sexuálních prvků, tedy silný citový vztah, ve kterém ani jeden z partnerů netouží po sexuálním styku.

## Historie
Termín amor platonicus byl vytvořen v 15. století florentinským učencem Marsilio Ficinem:s.307 jako synonymum pro amor socraticus. Těmito termíny pojmenoval lásku, kterou je duše připoutaná k Bohu a zároveň tvoří pouto mezi členy Platónovy Akademie.
Sám Platón ale používal výraz láska (érós) v jiném významu. Lásku definoval ve svém díle Symposion jako sílu duše, snažící se o filozofické poznání. Toto poznání mohlo být naplňováno druhou osobou. Sexuální styk ve své definici nevylučoval.
Dále také rozděloval lásku na „nebeskou“, kde se kladl důraz na krásu charakteru a inteligenci partnera a nikoliv na fyzickou krásu, a na lásku „nízkou“, kde šlo pouze o tělesné uspokojení. Nebeská láska přitom mohla podle Platóna existovat pouze mezi muži.

## Jednostranná platonická láska
Platonická láska může být, stejně jako klasická láska, i jednostranný cit. Tato láska přitom nemusí být výlučně k jedné osobě a může se vztahovat i na zvířata a neživé věci. Prakticky všechny „dětské lásky“ se tedy dají označit za platonickou lásku. Mateřská láska je v podstatě také platonickou láskou.
Dále se termín užívá k označení lásky k osobě, která o tomto vztahu (citu) neví – zamilovanost do blízkého člověka, příp. zbožňování celebrity.